# Mohammed Trésor
Mohammed Trésor Abdullah, nato Mostapha Terazor Kangambu (8 aprile 1987), è un calciatore qatariota, di ruolo difensore, attualmente svincolato.

## Carriera

### Nazionale
Ha esordito in Nazionale nel 2014.